# Cnidoscolus sellowianus
Cnidoscolus sellowianus là một loài thực vật có hoa trong họ Đại kích. Loài này được Klotzsch ex Pax mô tả khoa học đầu tiên năm 1910.